# Schorfheide (település)
Schorfheide település Németországban, azon belül Brandenburgban. Lakosainak száma 10 205 fő (2023. december 31.).

## Népesség
A település népességének változása:
| Lakosok száma | 9947 | 9999 | 10 190 | 10 252 | 10 205 |
|               | 2017 | 2019 | 2021   | 2022   | 2023   |